# Bobryk (vattendrag i Vitryssland, Brests voblast)
Bobryk (vitryska: Бобрык) är ett vattendrag i Belarus.   Det ligger i voblasten Brests voblast, i den centrala delen av landet, 200 km söder om huvudstaden Minsk.
I omgivningarna runt Bobryk växer i huvudsak blandskog. Runt Bobryk är det ganska glesbefolkat, med 25 invånare per kvadratkilometer.